# Barnkonst
Barnkonst är teckningar, målningar, och andra konstnärliga verk som skapats av barn.

## Utvecklingsstadier
Allteftersom barnet växer, utvecklas barnets konst genom ett antal stadier. Alla barn tros gå igenom dessa stadier.

### Klotter

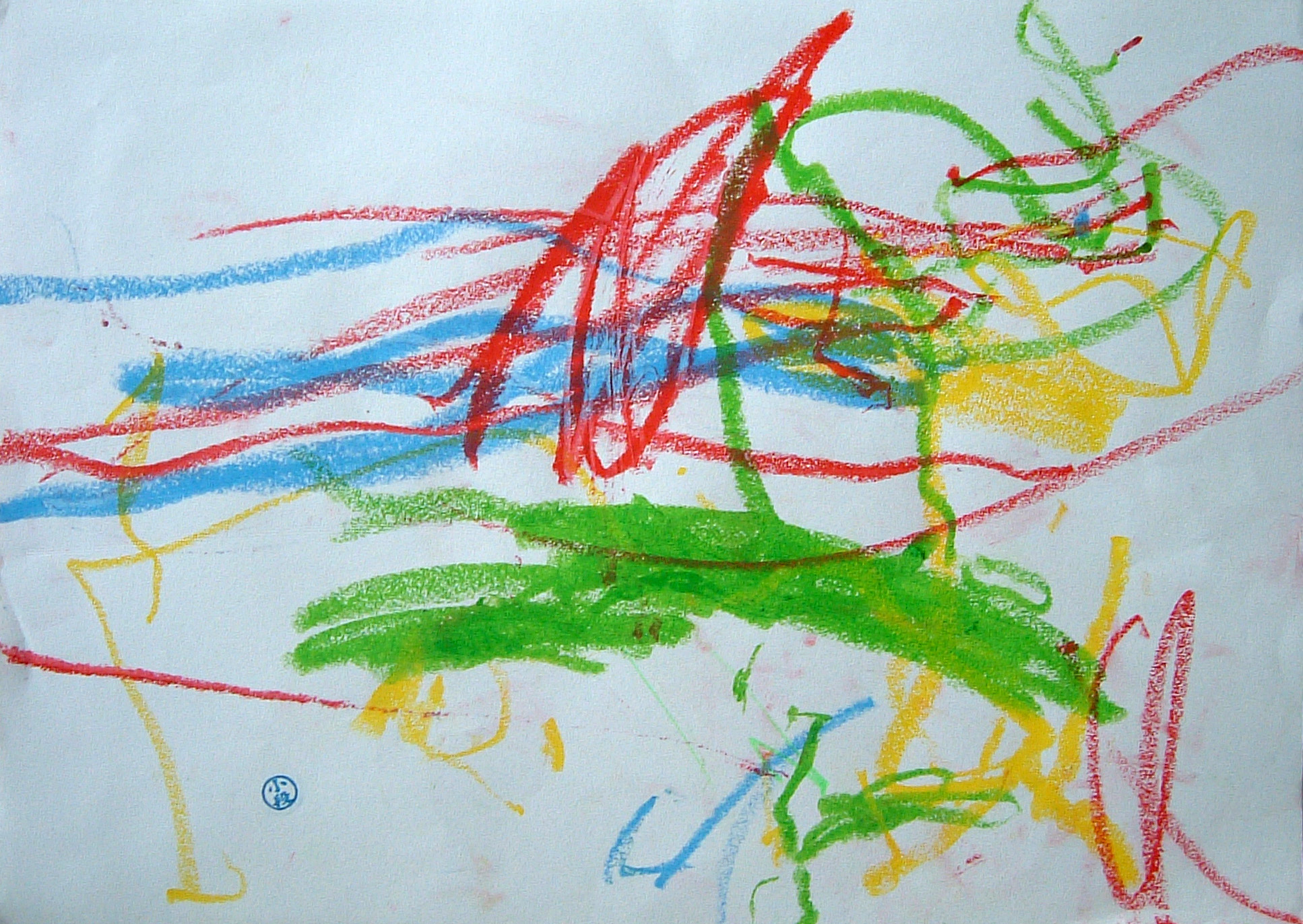
En ettårings klotter som likväl uppvisar färgkoordination

Ungefär runt slutet av första levnadsåret uppnår barn den finmotorik som krävs för att hantera en penna eller krita. De första teckningarna är klotter; det yngsta barnet för pennan i vänster- och högergående, senare upp- och nergående, och slutligen i cirkelliknande rörelser. Barnet uppvisar stor glädje när linjer eller färger uppstår på ritpapperet. Barnet är också intresserat av kroppsmålning och målar på sina händer eller ansikte om det ges tillfälle.
Från ungefär två års ålder börjar en mer kontrollerad klottring. Barnet producerar enkla figurer som cirklar, kryss och stjärnor. Det börjar också bli intresserat i arrangemang och kan skapa enkla kollage i färgat papper, eller placera stenar i mönster.

### Huvudfotingar och andra avbildningar

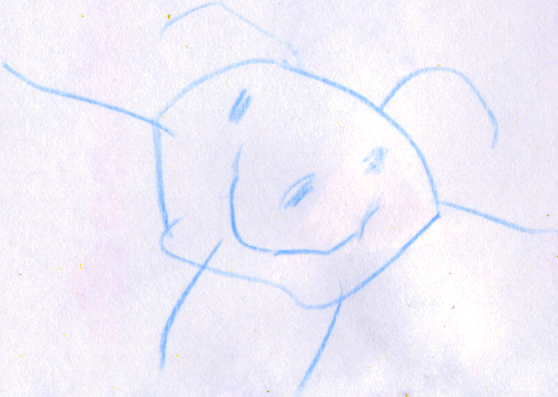
Leende person (huvudfoting) 4½ års ålder

Runt tre års ålder börjar barnet att kombinera cirklar och linjer för att göra enkla figurer. Först avbildas människor utan bål, med armar och ben som strålar direkt ut ur huvudet (s.k. huvudfotingar). Ögonen ritas stort, och fyller nästan hela ansiktet, medan händer och fötter utelämnas. I det här stadiet är det ofta omöjligt att identifiera motivet utan barnets hjälp. 
Senare teckningar i det här stadiet visar figurer som svävar i rymden och ritas i en skala som motsvarar barnets syn på dess betydelse. Exempelvis kan föräldrar eller syskon ritas större än andra människor. De flesta barn i den här åldern är inte intresserade av verklighetstrogna avbildningar.

### Symbolik
I nästa utvecklingstadium, runt fem års ålder, har barnet byggt upp en bildvokabulär. När barnet ritar en katt blir det alltid samma grundfigur med några mindre variationer (en katt kanske är randig medan en annan är fläckig). Dessa grundläggande bilder kallas för symboler i barnspsykologin.
Varje barn utvecklar sin egen samling av symboler. Dessa är baserade på deras uppfattning av det som avbildats, snarare än objektiva observationer. Därför är varje barns symboler unika. Vid det här stadiet barnet ofta utvecklat en symbol för "människa", med en väldefinierad bål, huvud, och lemmar som är någotsånär proportionerliga.

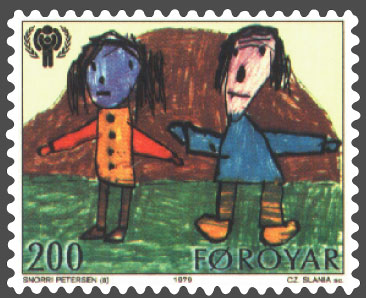
Två schematiska figurer på en grön baslinje

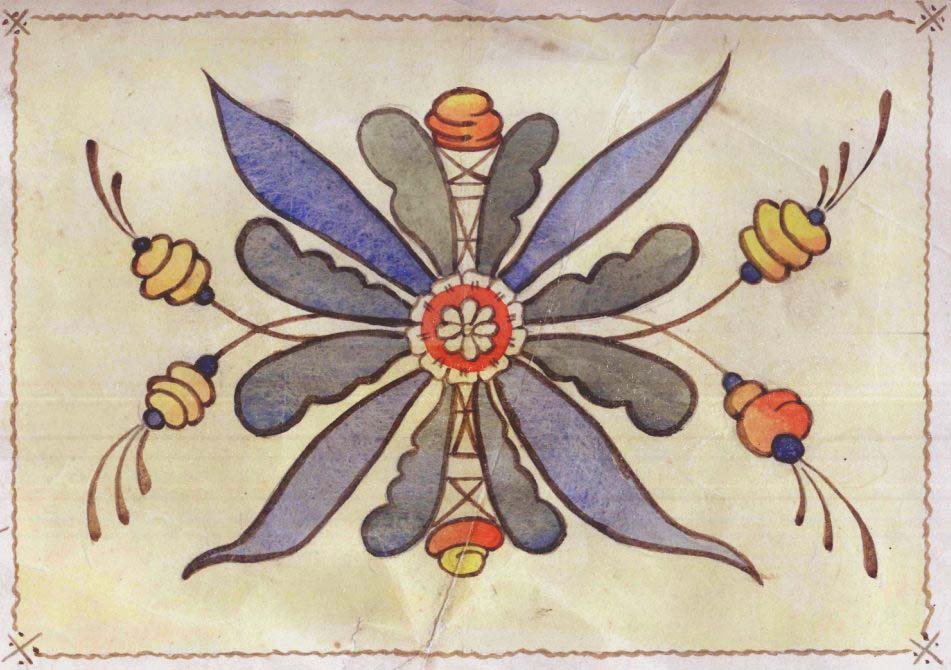
Kurbits av en 10-åring borlängepojke omkring 1925.

Tidigare ritade barnet figurer fritt svävande i rymden, men runt fem eller sex års ålder börjar barnet introducera baslinjer för att organisera teckningen. Ofta är baslinjen grön (vilket representerar gräs) på den nedre delen av pappret. Figurerna står på baslinjen. När barnet är något äldre ritas fler baslinjer för bakgrundsfigurer, samt solen och moln.
Det är vid det här stadiet som kulturella inflytanden blir viktiga. Barnet avbildar inte bara vad de själva ser, utan kopierar även bilder från sin omgivning. Det kanske ritar av serieteckningar. Barnet blir också mer medvetet om berättelsemöjligheterna i bilder.

### Realism
När barnet mognar börjar det känna sig begränsat av sina symboler. Det upptäcker att människosymbolen inte liknar en riktig människa. Nu, vid nio eller tio års ålder, lägger barnet mer vikt på teckningens likhet med det avbildade motivet. Detta kan vara en frustrerande period för barnet; dess avsikter överstiger dess förmåga och kunskap. Några barn slutar rita nästan helt och hållet, men andra blir skickligare, och det är nu som formell konstnärlig träning bäst kan hjälpa barnet.
Baslinjen försvinner nu, och barnet lär sig och använder sig av regler som perspektiv för att organisera bilden bättre. Bildberättelsen blir mer raffinerad och barnet börjar använda formella tekniker som till exempel serierutor.

## Terapi
Konstterapi kan vara ett effektivt sätt för barn att utveckla och lära sig hantera sina känslor. Autistiska barn kan uppleva att teckning eller målning kan hjälpa dem uttrycka känslor som de annars haft svårt att uttrycka. På liknande sätt kan barn som upplevt fasor som krig eller incest tycka det är svårt att prata om upplevelsen direkt. Konst kan hjälpa dessa barn att få utlopp för starka känslor som uppkommit.